# Банзе, Джанет
Джине́тт «Джа́нет» Банзе́ (англ. Jeanette «Janet» Banzet; 17 мая 1934, Даллас, Техас, США — 29 июля 1971, Нью-Йорк, Нью-Йорк, США) — американская актриса.

## Биография
Джинетт Банзе (настоящее имя Джанет) родилась 17 мая 1934 года в Далласе (штат Техас, США). У Джанет была сводная сестра по отцу, от которого у неё также был племянник Дэнни, но они не были знакомы лично.
В 1961 году Джанет обучалась актёрскому мастерству на студии «HB» в классе Билла Хикки.
Джанет дебютировала в кино в 1961 году, сыграв роль женщины в фильме «Завтрак у Тиффани». 37-й и последней ролью Банзе стала работа в фильме «Только ты знаешь и я знаю». В разные годы она снималась в кино под псевдонимами Мари Брент, Пэт Барнетт, Патриша Барнетт, Пэт Барретт, Энн Брент, Луиз Брент, Кэй Райс и Пэтрис Барнетт.
37-летняя Джанет покончила жизнь самоубийством 29 июля 1971 года в Нью-Йорке (штат Нью-Йорк, США). Банзе была похоронена в «Oakdale Memorial Park» в Глендоре (штат Калифорния).

## Избранная фильмография
| Год  |   | Русское название          | Оригинальное название         | Роль                     |
| ---- | - | ------------------------- | ----------------------------- | ------------------------ |
| 1961 | ф | Завтрак у Тиффани         | Breakfast at Tiffany's        | женщина                  |
| 1970 | ф | Итальянский жеребец       | The Party at Kitty and Stud's | девушка в парке          |
| 1971 | ф | Только ты знаешь и я знаю | Only You Know, And I Know     | имя персонажа неизвестно |